# شهرستان قره‌کول
ناحیهٔ قره‌کول (به ازبکی:Qorakoʻl tumani، قاره‌کۉل تومنی) یک ناحیه در ازبکستان است که در ولایت بخارا واقع شده‌است.